# 1905년
1905년은 일요일로 시작하는 평년이다.

## 연호
- 대한제국(大韓帝國) 광무(光武) 9년
- 청(淸) 광서(光緖) 31년
- 일본(日本) 메이지(明治) 38년
- 응우옌 왕조(阮朝) 타인타이(成泰) 17년

## 기년
- 대한제국(大韓帝國) 고종(高宗) 42년

- 청(淸) 덕종 광서제(德宗 光緖帝) 31년
- 응우옌 왕조(阮朝) 성태제(成泰帝) 17녕

## 사건
- 1월 1일 - 세계 최장 철도 노선 시베리아 횡단철도 개통(완공은 1904년 7월 21일).
- 1월 2일 - 러일 전쟁: 러시아 해군기지 포트아서가 일본군에 항복
- 1월 22일 - 피의 일요일 사건. 1905년 혁명의 시작.
- 1월 24일 - 1905년 혁명: 차르 니콜라이 2세, 페테르부르크에 계엄령 발표
- 1월 27일 - 1905년 혁명: 러시아 제국의 주요 대도시가 모두 총파업에 돌입.
- 2월 6일 - 핀란드 대공국 검찰총장 엘리엘 소이살론소이니넨이 레나르트 호헨탈에게 피살됨
- 2월 17일 - 세르게이 알렉산드로비치 대공, 사회주의혁명당의 테러로 사망.
- 2월 22일 - 일본 제국, 독도를 병합, ‘다케시마[竹島]’로 명명.
- 2월 23일 - 러일전쟁: 봉천 전투 개시.
- 3월 5일 - 러일전쟁: 3일간 10만 명을 잃은 러시아군이 철수 시작
- 3월 17일 - 알베르트 아인슈타인이 광전효과 발표.
- 4월 14일 - 헬싱키 원로원 광장에서 보통평등선거권을 요구하는 대규모 집회.
- 5월 11일 - 이탈리아가 건함경쟁에 뛰어들어 전투함 4척, 장갑순양함 4척, 구축함 14척, 잠수함 12척, 어뢰정 42척 건조.
- 5월 27일 - 러일 전쟁: 쓰시마 전투에서 러시아가 패하다.
- 6월 7일 - 노르웨이, 스웨덴과의 동군 연합(同君聯合) 종식.
- 6월 25일 - 1905년 혁명: 폴란드 우치에서 반란, 시가전. 561명 사망.
- 6월 27일 - 1905년 혁명: 흑해 오데사 항에서 포툠킨 호의 선상반란.
- 6월 30일 - 알베르트 아인슈타인, 특수 상대성이론 발표.
- 7월 2일 - 프랑스에서 광산노동자 최대 일일 노동시간을 9시간으로 인하.
- 7월 21일 - 핀란드 노동자 칼레 프로코페가 비푸리에서 러시아 헌병중령 블라디미르 크라마렌코를 암살.
- 7월 25일 - 러시아 황제 니콜라이 2세와 독일 황제 빌헬름 2세가 코이비스토 방위조약 조인. 비준되지 않음.
- 7월 29일 - 가쓰라-태프트 밀약 체결.
- 8월 6일 - 1905년 혁명: 헬싱키 원로원 광장에서 무제한적 주권과 보통평등선거권을 요구하는 노동자들의 대규모 시위.
- 8월 12일 - 런던에서 제2차 영일 동맹 조약 조인.
- 8월 19일 - 1905년 혁명: 니콜라이 2세, 입헌군주제로의 전환 약속
- 9월 4일 - 1905년 혁명: 능동저항당이 일본 무기 밀수 시도. 하지만 9월 7일 배가 해안에 좌초(존 그래프턴 호 사건).
- 9월 5일 - 러일 전쟁: 미국의 중재로 러시아와 일본 간 포츠머스 조약 체결.
- 10월 3일 - HMS 드레드노트의 건조 개시.
- 10월 15일 - 친일단체 일진회, 한일 보호 조약 촉구 성명.
- 10월 16일 - 인도의 벵골이 분할되다.
- 10월 17일 - 1905년 혁명: 니콜라이 2세, 10월 선언 발표.
- 10월 26일 - 스웨덴-노르웨이 동군연합 해체.
- 10월 27일 - 고종황제 칙령 제47호 제정반포, 대한적십자사 설립.
- 10월 30일 - 1905년 혁명: 핀란드 전역 총파업 돌입
- 11월 1일 - 1905년 혁명: 탐페레에서 적색선언 발표.
- 11월 3일 - 1905년 혁명: 헬싱키 시민들이 적색선언 수용, 임시정부 후보 꾸리기 시작.
- 11월 4일 - 1905년 혁명: 니콜라이 2세, 11월 선언 발표. 핀란드 총파업 종료
- 11월 6일 - YMCA 창설자 조지 윌리엄스 사망.
- 11월 15일 - 1905년 혁명: 페테르부르크에서 5일짜리 파업 일어남.
- 11월 17일 - 을사늑약 체결.
- 11월 18일 - 칼 애 단마르크 왕자, 노르웨이 국왕 호콘 7세로 즉위.
- 11월 20일 - 장지연, 황성신문에 '시일야방성대곡' 게재.
- 11월 28일 - 아일랜드 더블린에서 아서 그리피스가 신페인당 창당.
- 11월 30일 - 고종의 시종무관장 민영환, 을사보호조약 늑결을 개탄하며 자결.
- 11월 30일 - 주한 영국 공사관 철수.
- 12월 1일 - 1905년 혁명: 우크라이나 키예프에서 파업.
- 12월 12일 - 베이징에서 청일조약 조인.
- 12월 16일 - 1905년 혁명: 상트페테르부르크 소비에트 해산 및 레프 트로츠키 등 지도부 체포.
- 12월 23일 - 러시아 사회민주노동당이 탐페레에서 제1차 대표자회 개최.

## 문화
- 1월 1일 - 서울 ~ 부산 구간의 경부선 철도가 연결됨. (개통식은 같은 해 5월 28일에 열림.)
- 1월 5일 - 무용가 이사도라 덩컨, 러시아 노동자 장례 행렬에서 춤추다.
- 1월 26일 - 사립 한성 법학교 (야학 - 야간부) 설립
- 2월 11일 - 양정의숙 설립 인가
- 3월 10일 - 영국의 축구 클럽 첼시 FC 창단.
- 4월 3일 - 보성전문학교 설립 인가 1차 모집 3월 31일 ~ 4월 11일 재 모집
- 4월 5일 - 영등포 소학교 설립. 이 소학교가 한강에서 최초의 소학교가 됨.
- 4월 25일 - 경의선(京義線), 용산∼신의주 간 운전을 개시하다.
- 5월 26일 - 마산(馬山)∼삼랑진(三浪津)간 철도가 개통되다.
- 5월 5일 - 보성전문학교의 개강.
- 5월 12일 - 양정의숙의 개강.
- 5월 15일 - 미국 네바다주에 라스베이거스가 세워지다.
- 5월 28일 - 경부선 철도 개통식.
- 8월 - 관립 한성 의학교 및 관립 농상공학교 학원 모집 공고
- 9월 - 사립 한성 법학교가 폐교되어 보성전문학교에 흡수됨
- 9월 5일 - 인천 월미도와 광제환간, 최초의 무선전신 개시.
- 9월 11일 - 최초의 부관연락선 '잇키마루(壹岐丸, 일기환)' 취항.
- 9월 27일 - 알베르트 아인슈타인이 E=mc²라는 질량-에너지 등가성에 대한 논문을 출판하다.
- 10월 10일 - 대한적십자병원 개원.
- 11월 1일 - 대한제국, 도량형 신제도 채택.

## 탄생

### 1월
- 1월 1일 - 폴란드의 수학자 스타니스와프 마주르. (~1981년)
- 1월 8일
  - 대한민국의 동화작가 마해송. (~1966년)
  - 대한민국의 정치인 김영기. (~1989년)
- 1월 13일 - 대한민국의 기업인 김철호. (~1973년)
- 1월 14일 - 일본의 정치인, 총리 대신 후쿠다 다케오. (~1995년)
- 1월 15일 - 대한민국의 교육자 송금선. (~1987년)
- 1월 17일 - 아르헨티나의 축구 선수, 축구 감독 기예르모 스타빌레. (~1966년)
- 1월 21일 - 프랑스의 디자이너 크리스티왕 디오르. (~1957년)
- 1월 28일 - 일본의 연쇄살인자 고다이라 요시오. (~1949년)

### 2월
- 2월 2일 - 유대인 러시아계 미국인 소설가, 극작가, 영화 각본가 아인 랜드. (~1982년)
- 2월 6일
  - 폴란드의 최고서기 브와디스와프 고무우카. (~1982년)
  - 체코의 영화배우, 연극배우, 소설가 얀 베리흐. (~1980년)
- 2월 7일 - 스웨덴의 생리학자, 연구원 울프 폰 오일러. (~1983년)
- 2월 8일 - 조선민주주의인민공화국의 정치인 리승엽. (~1956년)
- 2월 22일 - 대한민국의 교육인 김영훈. (~1985년)

### 3월
- 3월 14일 - 프랑스의 작가 레몽 아롱. (~1983년)
- 3월 19일 - 이해선. (~1983년)
- 3월 25일 - 독일의 장교, 저항 운동가 알브레히트 메르츠 폰 크비른하임. (~1944년)
- 3월 29일 - 미국의 한국계 영화배우 안필립. (~1978년)
- 3월 30일 - 일본의 육상 선수 오다 미키오. (~1998년)
- 3월 31일 - 대한민국의 문학인 정인섭. (~1983년)

### 4월
- 4월 3일 - 미국의 육군 중장 로버트 싱크. (~1965년)
- 4월 4일 - 프랑스의 작곡가 외젠 보자. (~1991년)
- 4월 8일 - 노르웨이의 스피드 스케이트 겸 사이클 선수 베른트 에벤센. (~1979년)
- 4월 14일 - 대한민국의 독립운동가 김산. (~1938년)
- 4월 26일 - 프랑스의 영화 감독 장 비고. (~1934년)

### 5월
- 5월 10일 - 일제강점기와 대한민국의 법조인 이홍규. (~2002년)
- 5월 11일
  - 대한민국의 관료 이선근. (~1983년)
  - 대한민국의 독립운동가 조명하. (~1928년)
- 5월 12일 - 대한민국의 문학평론가 이헌구. (~1983년)
- 5월 15일 - 러시아 태생 미국의 의류제작자 에이브러햄 저프루더. (~1970년)
- 5월 16일 - 미국의 배우 헨리 폰다. (~1982년)

### 6월
- 6월 7일 - 일제강점기의 관료 박부양. (~1974년)
- 6월 13일 - 중화인민공화국의 정치인 천윈. (~1995년)
- 6월 20일 - 미국의 작가 릴리언 헬먼. (~1984년)
- 6월 21일 - 프랑스의 철학자 장 폴 사르트르. (~1980년)
- 6월 27일 - 중화권의 배우, 무술가 관더싱. (~1996년)

### 7월
- 7월 1일 - 북한의 고고학자 도유호. (~1982년)
- 7월 10일 - 대한민국의 작가 박진. (~1974년)
- 7월 17일 - 미국의 저널리스트 에드거 스노.
- 7월 25일 - 스웨덴의 정치가 다그 함마르셸드. (~1961년)

### 8월
- 8월 6일 - 소련의 정치가 김병화. (~1974년)
- 8월 20일 - 일본의 영화감독 나루세 미키오. (~1969년)
- 8월 24일 - 미국의 가수, 작곡가, 기타 연주자 아서 크루덥. (~1974년)
- 8월 29일 - 일본의 육상 선수 무라코소 고헤이. (~1998년)

### 9월
- 9월 5일 - 영국의 작가 아서 쾨슬러.
- 9월 10일 - 대한민국의 공산주의자, 독립운동가, 언론인 박상희. (~1946년)
- 9월 18일 - 스웨덴의 배우 그레타 가르보. (~1990년)
- 9월 22일 - 대한민국의 시인 김광섭. (~1977년)
- 9월 26일 - 오스트리아의 축구 감독 카를 라판. (~1996년)
- 9월 27일 - 대한민국의 공산주의 계열 독립운동가 이현상. (~1953년)
- 9월 30일 - 영국의 물리학자 네빌 프랜시스 모트. (~1996년)

### 10월
- 10월 1일 - 조선민주주의인민공화국의 화학자 리승기. (~1996년)
- 10월 2일 - 대한민국의 정치인 이민우. (~1982년)
- 10월 3일 - 대한민국의 정치인 송진백. (~1983년)
- 10월 13일 - 대한민국의 소설가 장혁주. (~1998년)
- 10월 15일 - 영국의 물리학자이자 화학자, 소설가, 영문학자 찰스 퍼시 스노.
- 10월 18일 - 대한민국의 독립운동가 유진산. (~1974년)
- 10월 23일 - 스위스의 의리학자 펠릭스 블로흐. (~1983년)

### 11월
- 11월 10일 - 일제강점기의 공무원, 정치인, 기업인 이원종. (~1956년)
- 11월 17일 - 벨기에의 국왕 스웨덴의 아스트리드. (~1935년)

### 12월
- 12월 1일 - 대한민국의 야구 선수 이영민. (~1954년)
- 12월 5일 - 미국의 영화 감독, 배우 오토 프레민저. (~1986년)
- 12월 7일 - 네덜란드의 천문학자 제러드 카이퍼. (~1973년)
- 12월 10일 - 일본의 정치인 마에오 시게사부로. (~1981년)
- 12월 12일 - 멕시코의 작곡가 구티 카르데나스. (~1932년)
- 12월 15일 - 대한민국의 극작가, 연극인 유치진. (~1974년)
- 12월 16일 - 대한민국의 독립운동가 송인영
- 12월 17일 - 핀란드의 군인, 저격수 시모 해위해. (~2002년)
- 12월 25일 - 동독의 정치인 안톤 아커만. (~1973년)
- 12월 27일 - 독일의 배우 에르빈 게쇼넥. (~2008년)
- 12월 30일
  - 대한민국의 정치인 최영두. (~1996년)
  - 일본의 영화 감독, 각본가, 배우 이나가키 히로시. (~1980년)
- 12월 31일 - 프랑스의 정치인 기 몰레. (~1957년)

### 미상
- 일제강점기의 활동한 사회주의 계열 독립운동가, 정치인 강진. (~?)
- 대한민국의 공산주의 운동가 김태준. (~1949년)

## 사망

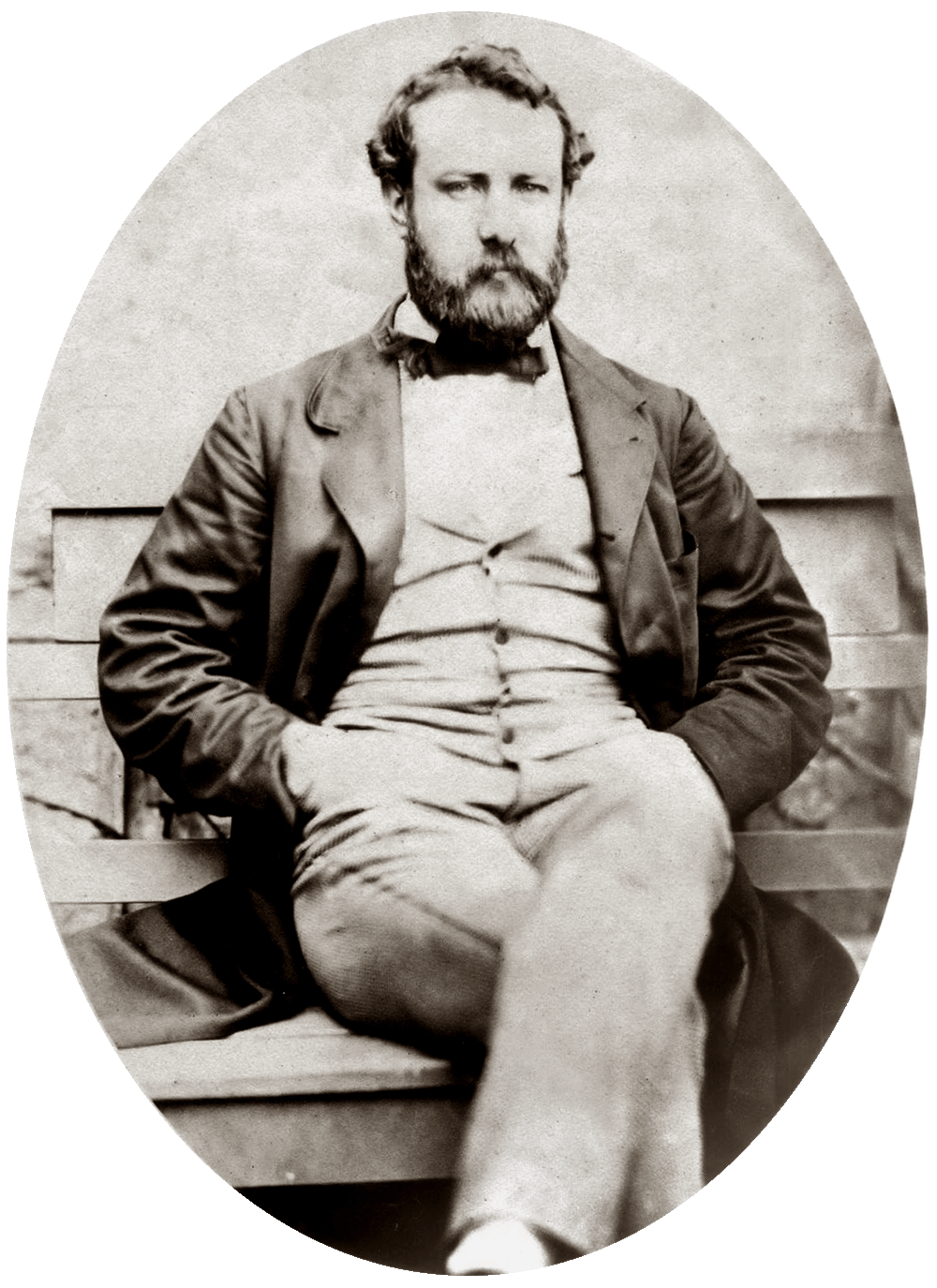
쥘 베른

- 3월 24일 - 프랑스의 소설가 쥘 베른. (1828년~)
- 11월 30일 - 고종의 시종무관장 민영환. (1861년~)
- 12월 1일 - 조선 말기의 독립운동가 조병세. (1827년~)

## 노벨상
- 물리학상 - 필리프 에두아르트 안톤 폰 레나르트 (독일)
- 화학상 - 아돌프 폰 베이어 (독일)
- 생리학·의학상 - 로베르트 코흐 (독일)
- 평화상 - 베르타 폰 주트너 (오스트리아-헝가리)
- 문학상 - 헨리크 시엔키에비치 (폴란드)

## 달력
| 1월 |    |    |    |    |    |    |
| 일  | 월 | 화 | 수 | 목 | 금 | 토 |
| 1   | 2  | 3  | 4  | 5  | 6  | 7  |
| 8   | 9  | 10 | 11 | 12 | 13 | 14 |
| 15  | 16 | 17 | 18 | 19 | 20 | 21 |
| 22  | 23 | 24 | 25 | 26 | 27 | 28 |
| 29  | 30 | 31 |    |    |    |    |

| 2월 |    |    |    |    |    |    |
| 일  | 월 | 화 | 수 | 목 | 금 | 토 |
|     |    |    | 1  | 2  | 3  | 4  |
| 5   | 6  | 7  | 8  | 9  | 10 | 11 |
| 12  | 13 | 14 | 15 | 16 | 17 | 18 |
| 19  | 20 | 21 | 22 | 23 | 24 | 25 |
| 26  | 27 | 28 |    |    |    |    |

| 3월 |    |    |    |    |    |    |
| 일  | 월 | 화 | 수 | 목 | 금 | 토 |
|     |    |    | 1  | 2  | 3  | 4  |
| 5   | 6  | 7  | 8  | 9  | 10 | 11 |
| 12  | 13 | 14 | 15 | 16 | 17 | 18 |
| 19  | 20 | 21 | 22 | 23 | 24 | 25 |
| 26  | 27 | 28 | 29 | 30 | 31 |    |

| 4월 |    |    |    |    |    |    |
| 일  | 월 | 화 | 수 | 목 | 금 | 토 |
|     |    |    |    |    |    | 1  |
| 2   | 3  | 4  | 5  | 6  | 7  | 8  |
| 9   | 10 | 11 | 12 | 13 | 14 | 15 |
| 16  | 17 | 18 | 19 | 20 | 21 | 22 |
| 23  | 24 | 25 | 26 | 27 | 28 | 29 |
| 30  |    |    |    |    |    |    |

| 5월 |    |    |    |    |    |    |
| 일  | 월 | 화 | 수 | 목 | 금 | 토 |
|     | 1  | 2  | 3  | 4  | 5  | 6  |
| 7   | 8  | 9  | 10 | 11 | 12 | 13 |
| 14  | 15 | 16 | 17 | 18 | 19 | 20 |
| 21  | 22 | 23 | 24 | 25 | 26 | 27 |
| 28  | 29 | 30 | 31 |    |    |    |

| 6월 |    |    |    |    |    |    |
| 일  | 월 | 화 | 수 | 목 | 금 | 토 |
|     |    |    |    | 1  | 2  | 3  |
| 4   | 5  | 6  | 7  | 8  | 9  | 10 |
| 11  | 12 | 13 | 14 | 15 | 16 | 17 |
| 18  | 19 | 20 | 21 | 22 | 23 | 24 |
| 25  | 26 | 27 | 28 | 29 | 30 |    |

| 7월 |    |    |    |    |    |    |
| 일  | 월 | 화 | 수 | 목 | 금 | 토 |
|     |    |    |    |    |    | 1  |
| 2   | 3  | 4  | 5  | 6  | 7  | 8  |
| 9   | 10 | 11 | 12 | 13 | 14 | 15 |
| 16  | 17 | 18 | 19 | 20 | 21 | 22 |
| 23  | 24 | 25 | 26 | 27 | 28 | 29 |
| 30  | 31 |    |    |    |    |    |

| 8월 |    |    |    |    |    |    |
| 일  | 월 | 화 | 수 | 목 | 금 | 토 |
|     |    | 1  | 2  | 3  | 4  | 5  |
| 6   | 7  | 8  | 9  | 10 | 11 | 12 |
| 13  | 14 | 15 | 16 | 17 | 18 | 19 |
| 20  | 21 | 22 | 23 | 24 | 25 | 26 |
| 27  | 28 | 29 | 30 | 31 |    |    |

| 9월 |    |    |    |    |    |    |
| 일  | 월 | 화 | 수 | 목 | 금 | 토 |
|     |    |    |    |    | 1  | 2  |
| 3   | 4  | 5  | 6  | 7  | 8  | 9  |
| 10  | 11 | 12 | 13 | 14 | 15 | 16 |
| 17  | 18 | 19 | 20 | 21 | 22 | 23 |
| 24  | 25 | 26 | 27 | 28 | 29 | 30 |

| 10월 |    |    |    |    |    |    |
| 일   | 월 | 화 | 수 | 목 | 금 | 토 |
| 1    | 2  | 3  | 4  | 5  | 6  | 7  |
| 8    | 9  | 10 | 11 | 12 | 13 | 14 |
| 15   | 16 | 17 | 18 | 19 | 20 | 21 |
| 22   | 23 | 24 | 25 | 26 | 27 | 28 |
| 29   | 30 | 31 |    |    |    |    |

| 11월 |    |    |    |    |    |    |
| 일   | 월 | 화 | 수 | 목 | 금 | 토 |
|      |    |    | 1  | 2  | 3  | 4  |
| 5    | 6  | 7  | 8  | 9  | 10 | 11 |
| 12   | 13 | 14 | 15 | 16 | 17 | 18 |
| 19   | 20 | 21 | 22 | 23 | 24 | 25 |
| 26   | 27 | 28 | 29 | 30 |    |    |

| 12월 |    |    |    |    |    |    |
| 일   | 월 | 화 | 수 | 목 | 금 | 토 |
|      |    |    |    |    | 1  | 2  |
| 3    | 4  | 5  | 6  | 7  | 8  | 9  |
| 10   | 11 | 12 | 13 | 14 | 15 | 16 |
| 17   | 18 | 19 | 20 | 21 | 22 | 23 |
| 24   | 25 | 26 | 27 | 28 | 29 | 30 |
| 31   |    |    |    |    |    |    |

### 음양력 대조 일람
| 음력월 | 월건 | 대소 | 음력 1일의 양력 월일 | 음력 1일 간지 |
| ------ | ---- | ---- | -------------------- | ------------- |
| 1월    | 무인 | 대   | 2월 4일              | 갑술          |
| 2월    | 기묘 | 대   | 3월 6일              | 갑진          |
| 3월    | 경진 | 소   | 4월 5일              | 갑술          |
| 4월    | 신사 | 대   | 5월 4일              | 계묘          |
| 5월    | 임오 | 대   | 6월 3일              | 계유          |
| 6월    | 계미 | 소   | 7월 3일              | 계묘          |
| 7월    | 갑신 | 소   | 8월 1일              | 임신          |
| 8월    | 을유 | 대   | 8월 30일             | 신축          |
| 9월    | 병술 | 소   | 9월 29일             | 신미          |
| 10월   | 정해 | 대   | 10월 28일            | 경자          |
| 11월   | 무자 | 소   | 11월 27일            | 경오          |
| 12월   | 기축 | 대   | 12월 26일            | 기해          |